# Tabela de Snellen

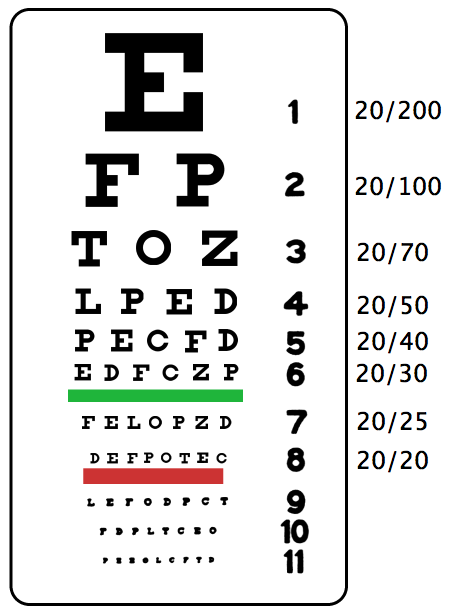
Uma tabela de Snellen tradicional. Aqui em escala menor, não sendo útil para testar a visão.

A tabela de Snellen, também conhecida como optótico de Snellen ou escala optométrica de Snellen, é um diagrama utilizado para avaliar a acuidade visual de uma pessoa.
A tabela recebe seu nome em homenagem ao oftalmologista holandês Herman Snellen, que a desenvolveu em 1862.
Há dois tipos de versões principais: a tradicional, com letras, e a utilizada para pessoas analfabetas, que se constitui da letra "E" com variação de rotação como "ш", em que se pede à pessoa que indique para que lado a letra está. Pode ser feita também com figuras, usada principalmente para crianças, pois elas talvez não consigam diferenciar as letras, ou seja, ainda estão na fase de serem alfabetizadas.